# Merel Smulders
Merel Smulders (født 23. januar 1998) er en hollandsk cykelrytter, der konkurrerer i BMX.
Hun repræsenterede Holland ved sommer-OL 2020 i Tokyo, hvor hun tog bronze i BMX.